# Jewell James Ebers

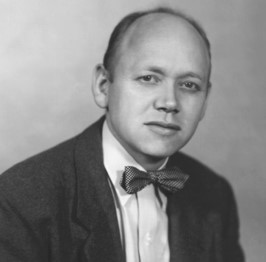
Jewell James Ebers

Jewell James Ebers (* 25. November 1921 in Grand Rapids, Michigan; † März 1959) war ein US-amerikanischer Elektroingenieur.
Ebers studierte am Antioch College mit dem Bachelor-Abschluss 1946 (vorher war er drei Jahre in der US Army) und Elektrotechnik an der Ohio State University mit dem Master-Abschluss 1947 und der Promotion 1950. Er wurde dort 1951 Assistant Professor und ging im selben Jahr an die Bell Laboratories. Zuletzt war er Direktor der Allentown Laboratories von Bell.
Er ist bekannt für die Ebers-Moll-Gleichungen und das Ebers-Moll-Transistor-Modell. Sie sind zusätzlich nach John Lewis Moll benannt.
Die IEEE Electron Devices Society vergibt ihm zu Ehren den J. J. Ebers Award.